# Ante Roso
Ante Zorislav Roso (Osijek, 25. travnja 1952.) - umirovljeni hrvatski general zbora
Rodio se u Osijeku 25. travnja 1952. godine. Porijeklom je iz Ljubuškog u Hercegovini. Za vrijeme Jugoslavije, bio je politički emigrant. Bio je član Legije stranaca u kojoj je napredovao do čina narednika. Istaknuo se iznadprosječnom inteligencijom, organizacijskim sposobnostima i fizičkom dominacijom. U Hrvatsku se vratio pred Domovinski rat. Organizirao je i uspješno obučio u suradnji s drugim bivšim pripadnicima Legije stranaca elitne postrojbe Hrvatske vojske, koje su uspješno odradile najzahtjevnije zadaće u vrijeme Domovinskog rata. Bio je prvi zapovjednik bojne “Zrinski”, prve specijalne jedinice Hrvatske vojske. Prilikom prvog susreta odabranim kandidatima obratio se riječima: »One koji nisu spremni poginuti za Hrvatsku umoljavam da napuste dvoranu«. Bojna „Zrinski” ustrojena je s namjerom samostalnog djelovanja na cijelom teritoriju Hrvatske te izvođenju diverzantskih operacija u dubini neprijateljskog teritorija u obliku manjih borbenih skupina. Ante Roso i dozapovjednik bojne Miljenko Filipović obuku su provodili na metodama i iskustvu koje su stekli u Legiji stranaca. 
U kolovozu 1991., Ante Roso prelazi u Glavni stožer Hrvatske vojske. Borio se na prvim linijama bojišta, zajedno sa vojnicima. Bio je jedan od zapovjednika u Operaciji Gusar, popularno nazvanoj operacija Maslenica. Tijekom akcije hrvatski vojnici i policajci oslobodili su zadarsko zaleđe, Masleničko ždrilo i zrakoplovnu luku u Zemuniku, a naknadno je oslobođena i brana Peruća.
Utemeljio je bojnu “Knez Branimir” s četiri satnije, koja je bila prva profesionalna hrvatska postrojba u Hrvatskoj zajednici Herceg Bosni. Kasnije je prerasla u 1. gardijsku brigadu Ante Bruno Bušić.
Ante Roso odlazi u BIH 8. studenog 1993. te preuzima zapovjedništvo nad glavnim stožerom HVO-a od generala Slobodana Praljka. Bio je zapovjednik u Operaciji Neretva '93 i Operaciji Tvigi '94.
Znatno je popravio stanje snaga HVO-a i pridonio primoravanju bošnjačke strane na potpisivanje primirja na koje su i pristali. General Roso postao je dio Združenog zapovjedništva HVO-a i Armije BiH. Vodio je zajedničko zapovjedništvo HVO-a i Armije BiH u Sarajevu zajedno s Fikretom Muslimovićem.
Tadašnji predsjednik Republike Hrvatske dr. Franjo Tuđman umirovio ga je 1997. godine.
Sudjelovao je u osnivanju Hrvatskog generalskog zbora u studenom 2005. godine.
Bliski je prijatelj i kum generala Ante Gotovine.